# Mordet på Marina Johansson
Mordet på Marina Johansson ägde rum sommaren 2010 och blev mycket uppmärksammat medialt. Johansson, som då var 31 år gammal, bodde i ett hus i Spekeröd. I källaren i samma hus bodde hennes före detta pojkvän Fredrik Svensson. 
Den 21 juli 2010 åkte Johansson tillsammans med sina föräldrar ut med expojkvännen för att fira dennes födelsedag. Det uppstod ett bråk och dagen efter svarade inte Marina på telefonen när systern sökte henne. Systern fick ett märkligt sms med texten att hon var på väg till Lidköping. Efter detta syntes Johansson inte till. Johanssons expojkvän misstänktes tidigt för mordet och åtalades för detta hösten 2011, men han frikändes både i tingsrätt och hovrätt. Efter att Johanssons kropp påträffats i april 2012 togs målet upp igen, och expojkvännen dömdes i april 2014 i hovrätten till 16 års fängelse för mordet.

## Tidslinje
- 28 juli 2010: En syster ska träffa Marina, men får ett sms om att hon befinner sig i Lidköping. Polisens analyser visade dock att mobilen befann sig i Spekerödsområdet. Det är också sista gången expojkvännen, 38, menar att han såg Marina. Den 28 juli tror polisen är datumet då Marina sköts ihjäl i sin säng.

- 2 augusti: Marina anmäls försvunnen av sin familj.[2]

- 5 augusti: Marinas bil, en grå Hyundai Tucson, återfinns på en parkering i Stora Höga.[2]

- 6 augusti: Den 38-årige expojkvännen häktas.[2]

- 13 augusti: Den 38-årige expojkvännen släpps.[2]

- 3 januari 2011: Ett par som flyttar in i Marinas hus finner en stor blodfläck i sängen och ett kulhål vid sänggaveln som teknikerna har missat; de kallas in igen.[3]

- 1 april: expojkvännen omhäktas.[2]

- 12 augusti: 38-årige expojkvännen åtalas.[2]

- 22 augusti: I Uddevalla tingsrätt hålls rättegången mot 38-åringen.[2]

- 16 september 2011: Tingsrätten frikänner 38-åringen.[2]

- 7 november 2011: Hovrätten beslutar att ta upp målet.[2]

- 15 december 2011: Hovrätten dömer likadant som tingsrätten och friar 38-åringen.[2]

- 14 april 2012: Organisationen Missing People går skallgång och påträffar en kropp som sänds för analys.[2]

- 18 april 2012: Analysen av kroppen är klar och kunde med hjälp av tandkort visa att det var Marina Johanssons kropp som påträffats.[2]

- 14 april 2014: Den 38-årige expojkvännen döms i hovrätten till 16 års fängelse för mordet.[1]